# Ga Giã
Ga Giã còn gọi là ga Vạn Giã là một nhà ga trên tuyến đường sắt Bắc Nam thuộc địa phận tỉnh Khánh Hoà, tiếp nối sau ga Tu Bông và trước ga Hòa Huỳnh. Ga toạ lạc tại tổ dân phố 10, xã Vạn Ninh.
Ga Giã cách ga Tuy Hoà 56,5 km về phía bắc, cách ga Ninh Hoà 26,5 km về phía nam và cách ga Nha Trang gần 61 km về phía nam. Lý trình ga: Km 1254 + 50.